# 雷特里希斯博登湖
46°35′7″N 8°19′41″E / 46.58528°N 8.32806°E

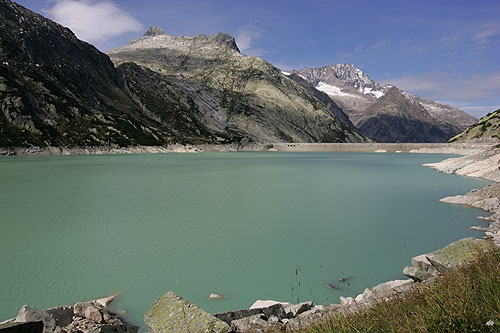

雷特里希斯博登湖（Räterichsbodensee），是瑞士的湖泊，位於該國西部，由伯恩州負責管轄，處於古坦嫩境內，面積0.7平方公里，海拔高度1,767米，最大水深77米，水體容量2,500萬立方米。